# Edward Carrington Venable
Edward Carrington Venable (* 31. Januar 1853 bei Farmville, Prince Edward County, Virginia; † 8. Dezember 1908 in Baltimore, Maryland) war ein US-amerikanischer Politiker. In den Jahren 1889 und 1890 vertrat er den Bundesstaat Virginia im US-Repräsentantenhaus.

## Leben
Edward Venable besuchte die öffentlichen Schulen seiner Heimat und danach die McCabe’s University High School in Petersburg. Anschließend studierte er an der University of Virginia in Charlottesville. Die folgenden drei Jahre arbeitete er als Lehrer. Im Jahr 1876 zog Venable nach Petersburg, wo er im Handel tätig war. Gleichzeitig schlug er als Mitglied der Demokratischen Partei eine politische Laufbahn ein. Im Jahr 1886 war er Delegierter auf dem regionalen Parteitag der Demokraten in Virginia.
Bei den Kongresswahlen des Jahres 1888 wurde Venable im vierten Wahlbezirk von Virginia in das US-Repräsentantenhaus in Washington, D.C. gewählt, wo er am 4. März 1889 die Nachfolge von William E. Gaines antrat. Allerdings lief zu diesem Zeitpunkt ein Widerspruch gegen den Wahlausgang durch seinen bei der Wahl unterlegenen Gegenkandidaten John Mercer Langston. Als diesem entsprochen wurde, musste Venable am 23. September 1890 sein Mandat an Langston abtreten.
Nach dem Ende seiner kurzen Zeit im US-Repräsentantenhaus arbeitete Venable wieder im Handel. Politisch ist er nicht mehr in Erscheinung getreten. Er starb am 8. Dezember 1908 in Baltimore und wurde in Petersburg beigesetzt.